# Mario De Gaudio
Mario De Gaudio (Francavilla Marittima, 27 settembre 1928 – Roma, 27 aprile 2000) è stato un giornalista, scrittore e poeta italiano.

## Biografia
Trasferitosi giovanissimo a Roma per gli studi classici al Liceo Giulio Cesare, nel 1951 conseguì la Laurea in Lettere all'Università degli Studi di Roma "La Sapienza", con una  sulla Poesia di Sergio Corazzini discussa con Natalino Sapegno. Ultimati gli studi lavorò come assistente di Gennaro Cassiani. 
Iniziò la carriera giornalistica nel 1950 a Il Messaggero, divenne prima Caposervizio della Redazione Esteri e poi Caporedattore e, infine, manager in Direzione generale.
Esperto di questioni sudamericane, nella sua attività giornalistica si occupò del colpo di Stato di Augusto Pinochet in Cile nel 1973 e  raccolse le testimonianze di Salvador Allende e della moglie, Hortensia Bussi, fuoriuscita dal Cile subito dopo la morte del marito.
Ha svolto anche l'attività di inviato speciale in Romania ed in Russia raccogliendo le voci del dissenso, che portarono alla caduta del muro di Berlino.
Ritenuto "l'anima laica" del Messaggero, fu lui ad accompagnare il direttore Vittorio Emiliani in udienza privata da Papa Giovanni Paolo II. 
Poeta e scrittore, ha presieduto il Centro Studi "Corrado Alvaro" di Roma, ed ha prestato altresì attività di Ispettore Onorario per le Zone Archeologiche di Timpone della Motta.
Ebbe una figlia, Paola, regista di Rai Radio1.

## Opere
Raccolte di poesie:
- Voci di un giorno, Castrovillari, Editrice Brutia, 1948
- Quattro tempi d’amore, Padova, Rebellato, 1964
- Sinopia, Roma, Gabrielli, 1979
- Memoria di Stjbe, Bologna, Cappelli, 1988
- Il rosso del braciere, Torino, Genesi, 1997

Narrativa:
- Dolcedorme, Roma, Trevi, 1977 (da cui la Rai ha tratto uno sceneggiato radiofonico)
- Solleone, Foggia, Bastogi, 1983
- Il santuario della terra, Varese, Marzorati, 1990
- Fontanavecchia, Varese, Marzorati, 1993
- La fanciulla di Nazareth, Varese, Marzorati, 1991
- Le acque del Giordano, Cosenza, Pellegrini, 1999

## Riconoscimenti
- Premio Palazzeschi (1976)
- Premio Villa San Giovanni (1977)
- Premio Viareggio (finalista, 1977)
- Premio Ragusa (1984)
- Premio Montalcino (1989)
- Premio Graniti (Taormina, 1990)
- Premio Terracina (1991)